# Polypodium virginianum
Polypodium virginianum är en stensöteväxtart som beskrevs av Carolus Linnaeus. Polypodium virginianum ingår i släktet Polypodium och familjen Polypodiaceae. Inga underarter finns listade.

## Bildgalleri

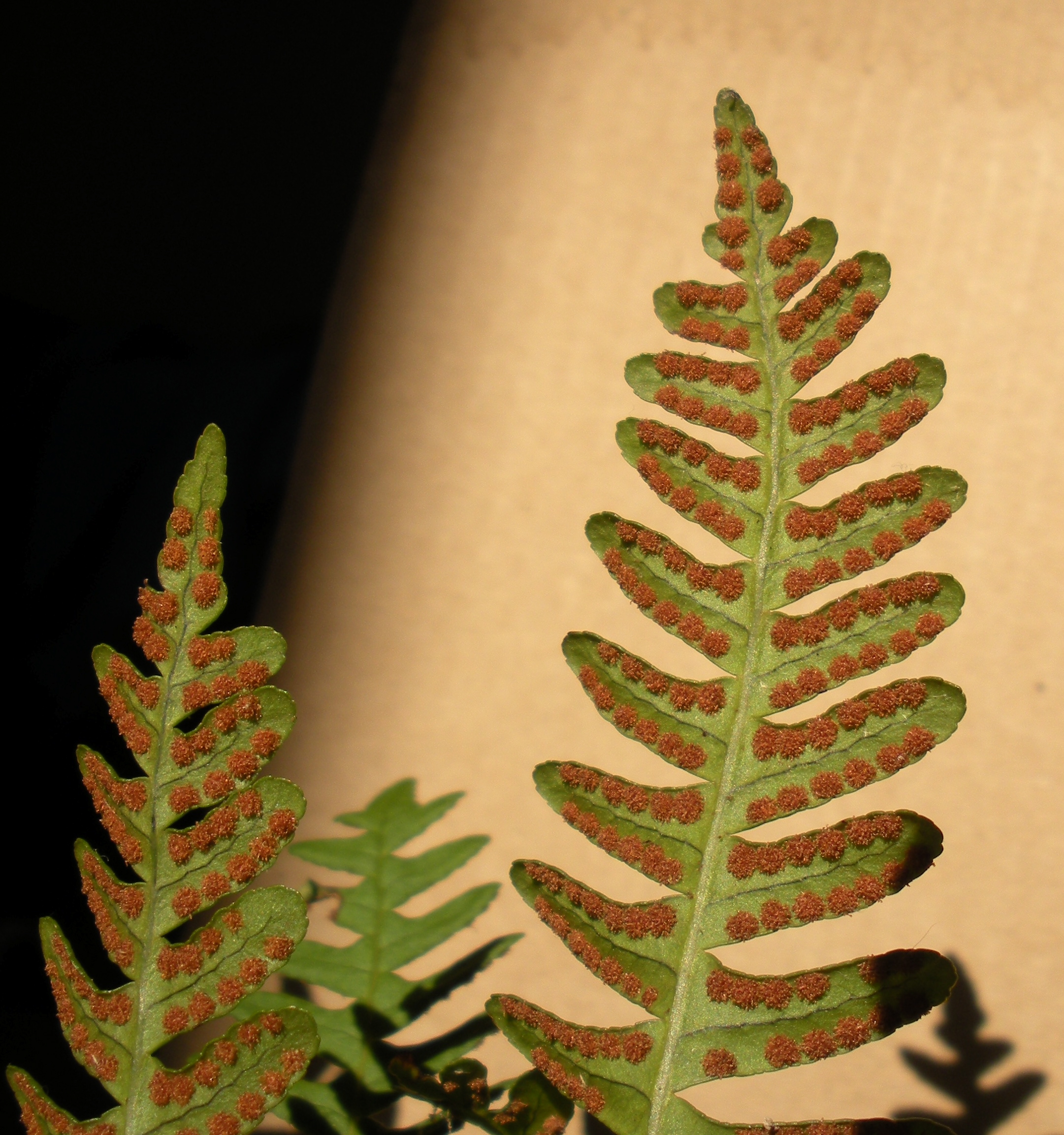
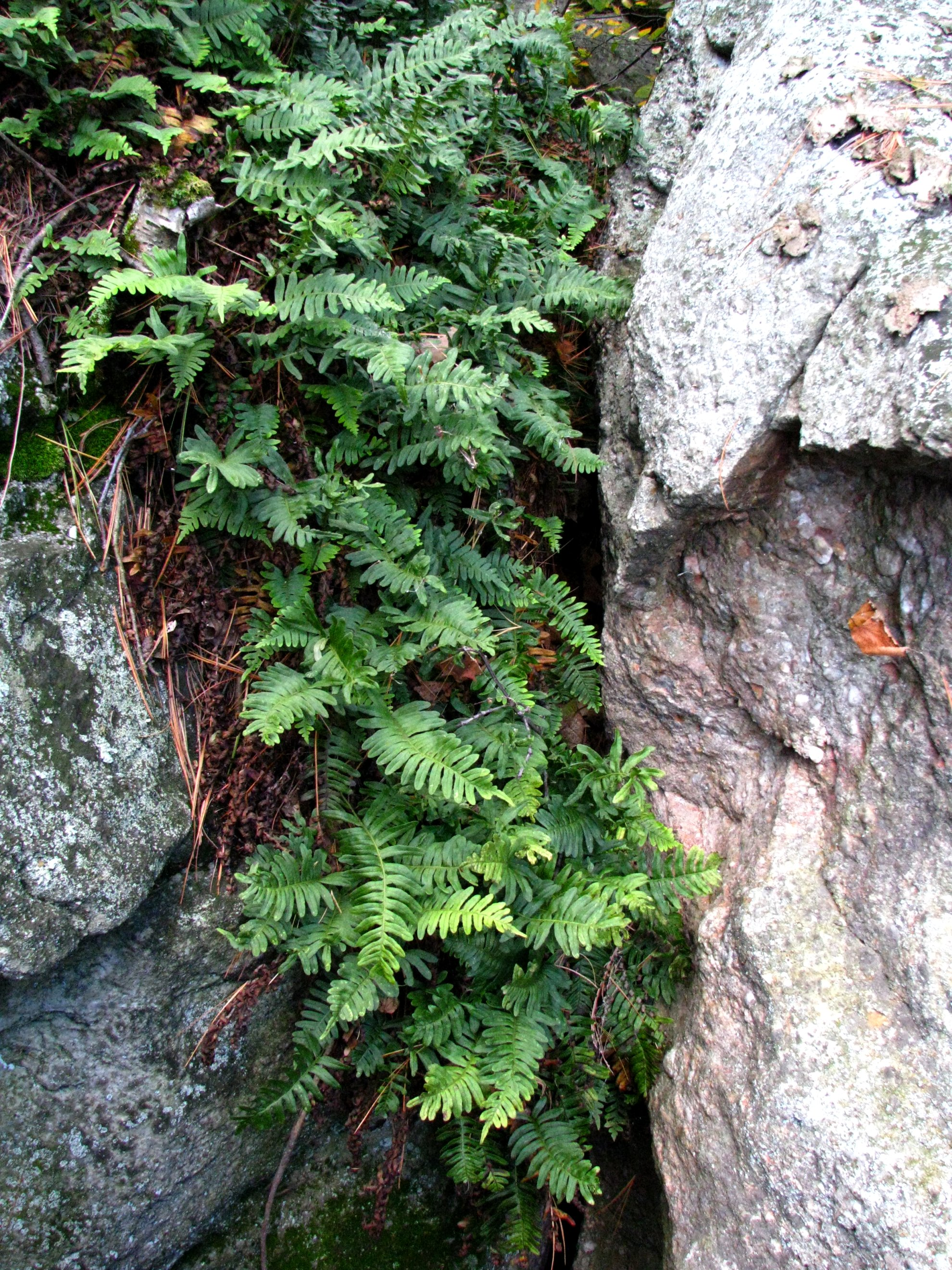
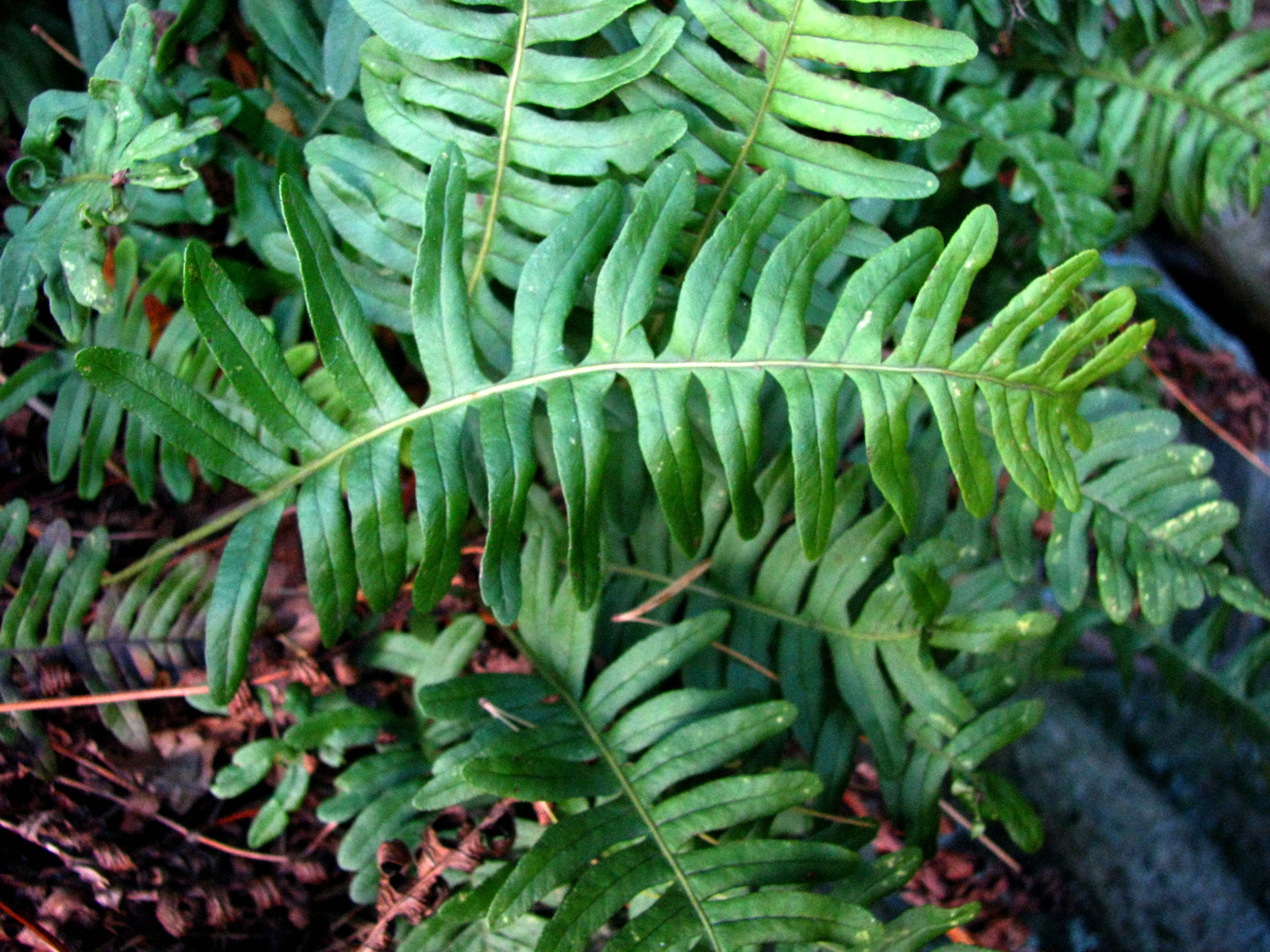
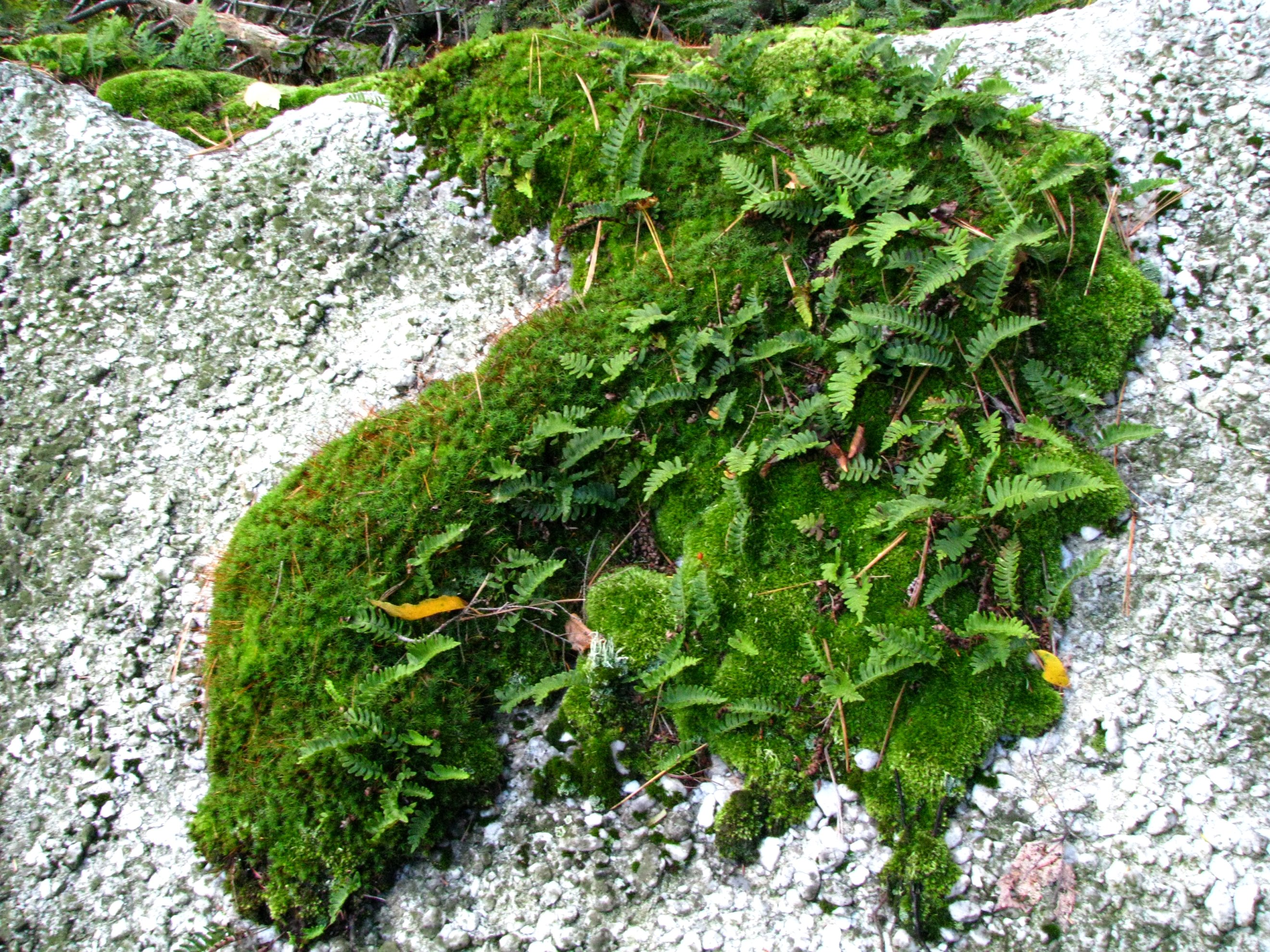
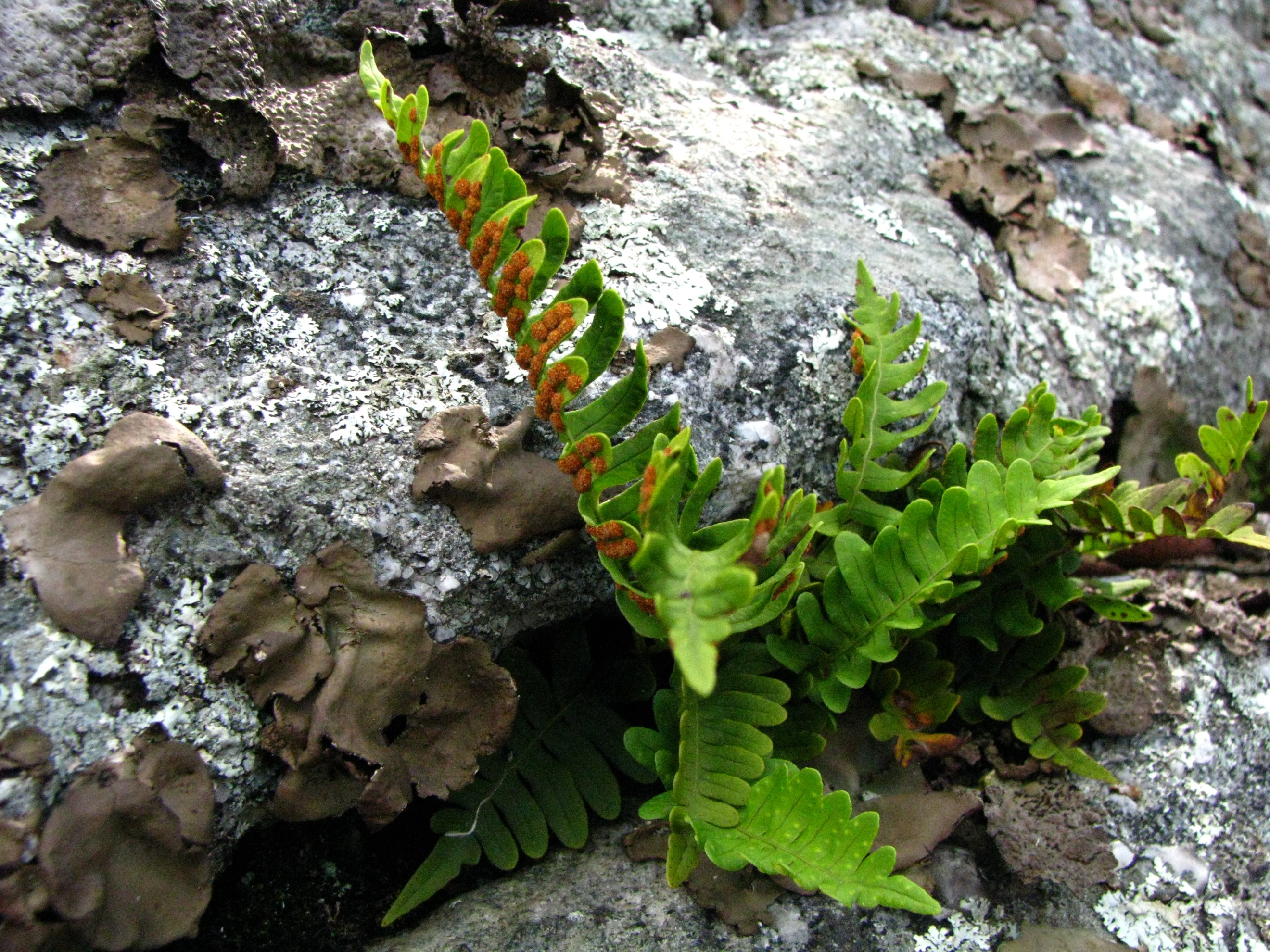
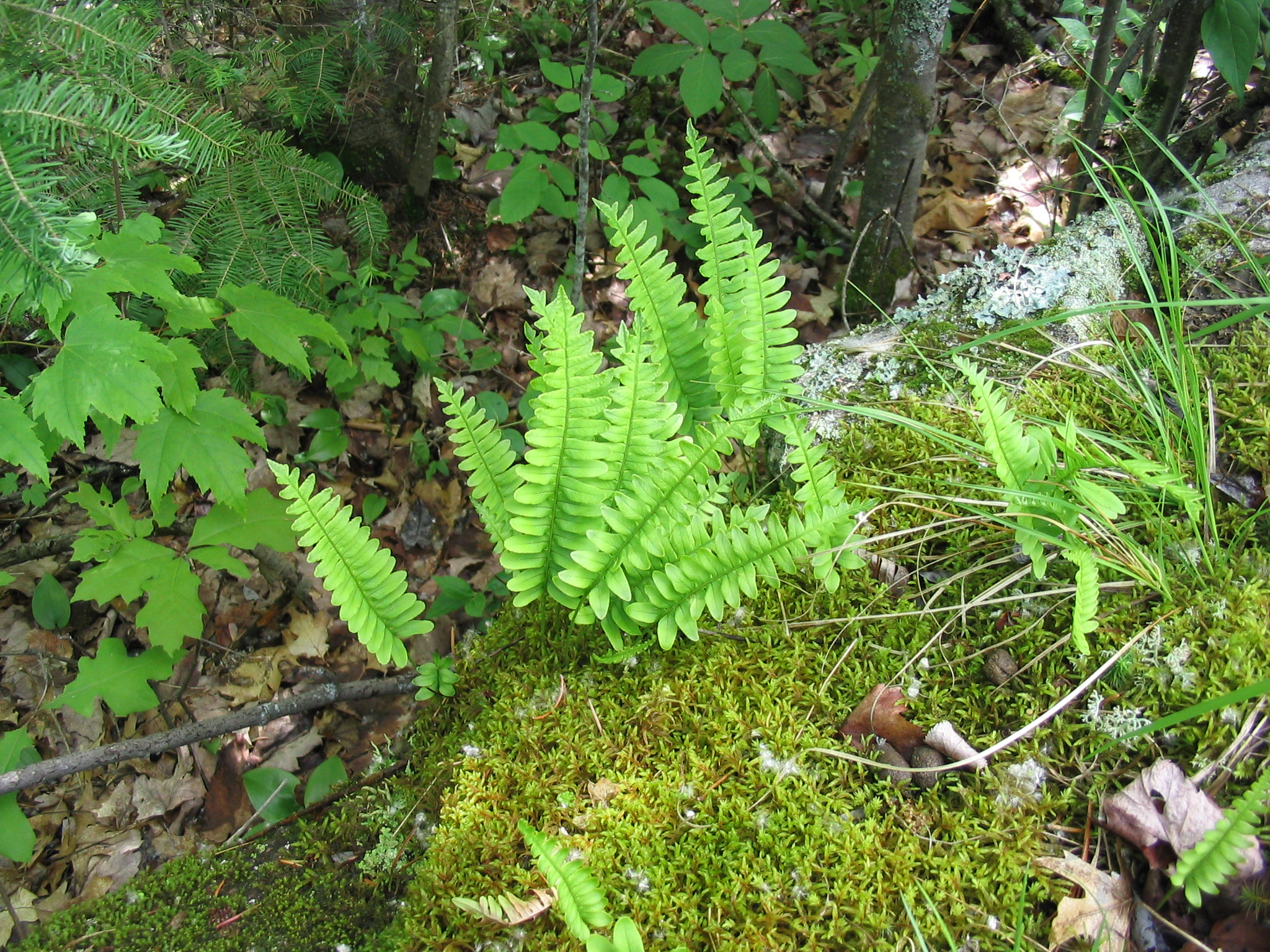